# St. Mauritius (Mülheim-Kärlich)

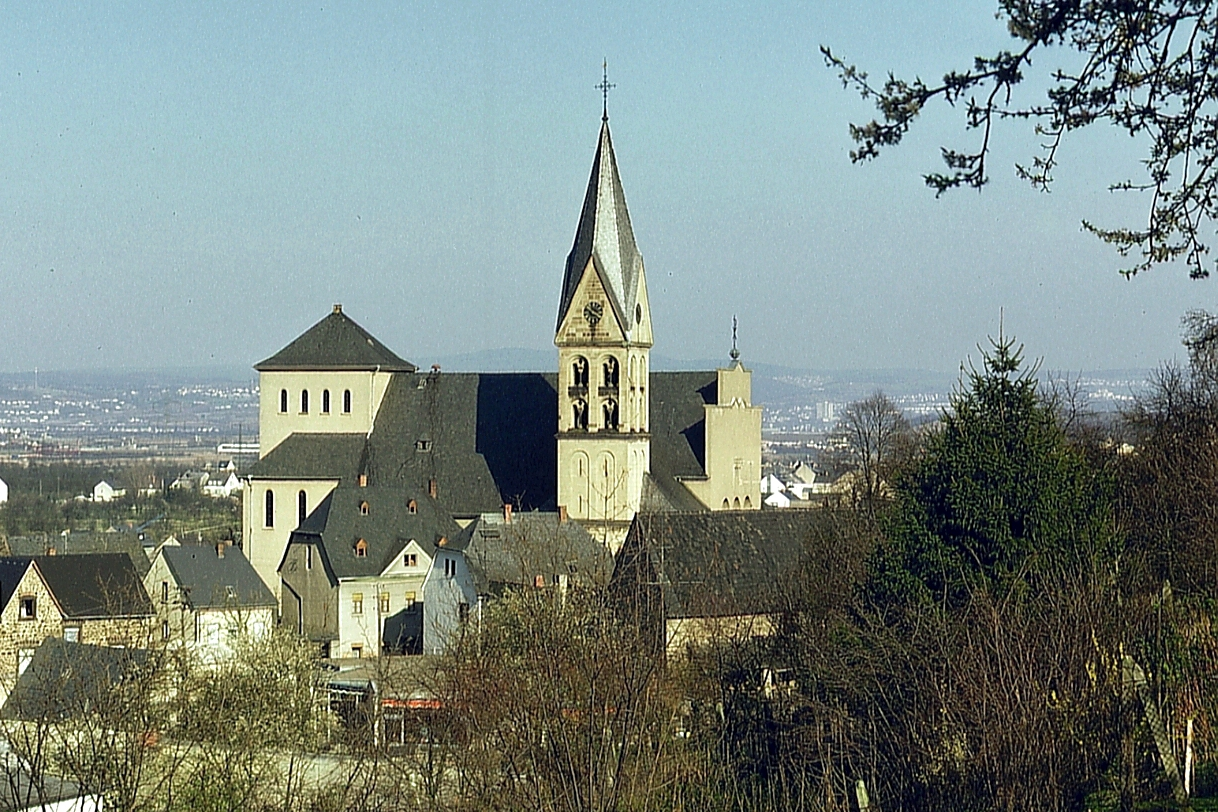
Blick von Westen auf St. Mauritius

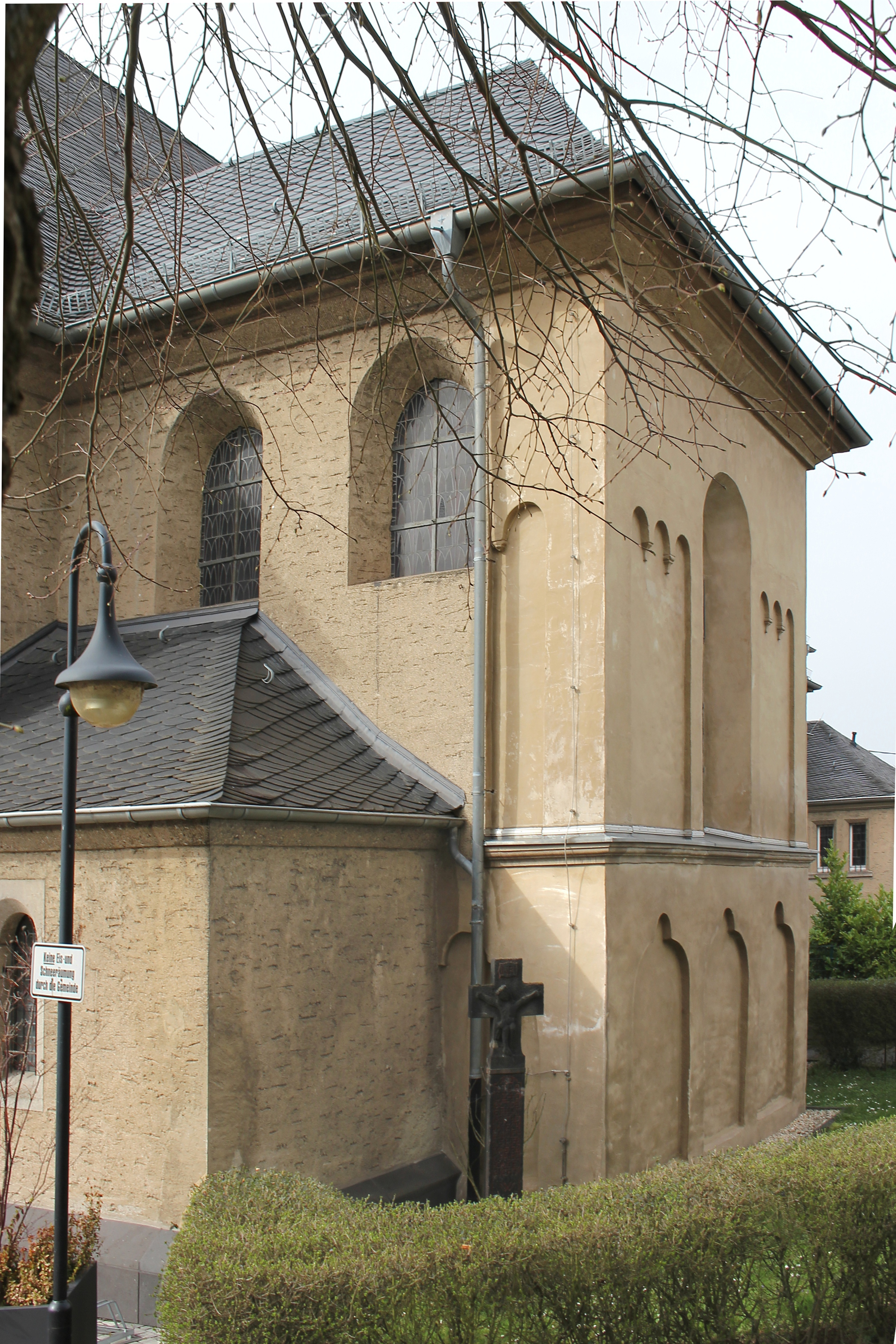
Alter Ostchor der Kirche

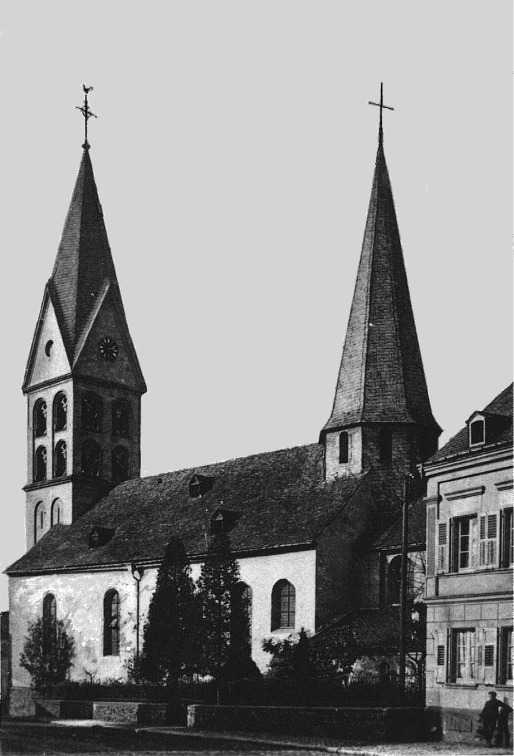
Die Kärlicher Kirche vor 1930

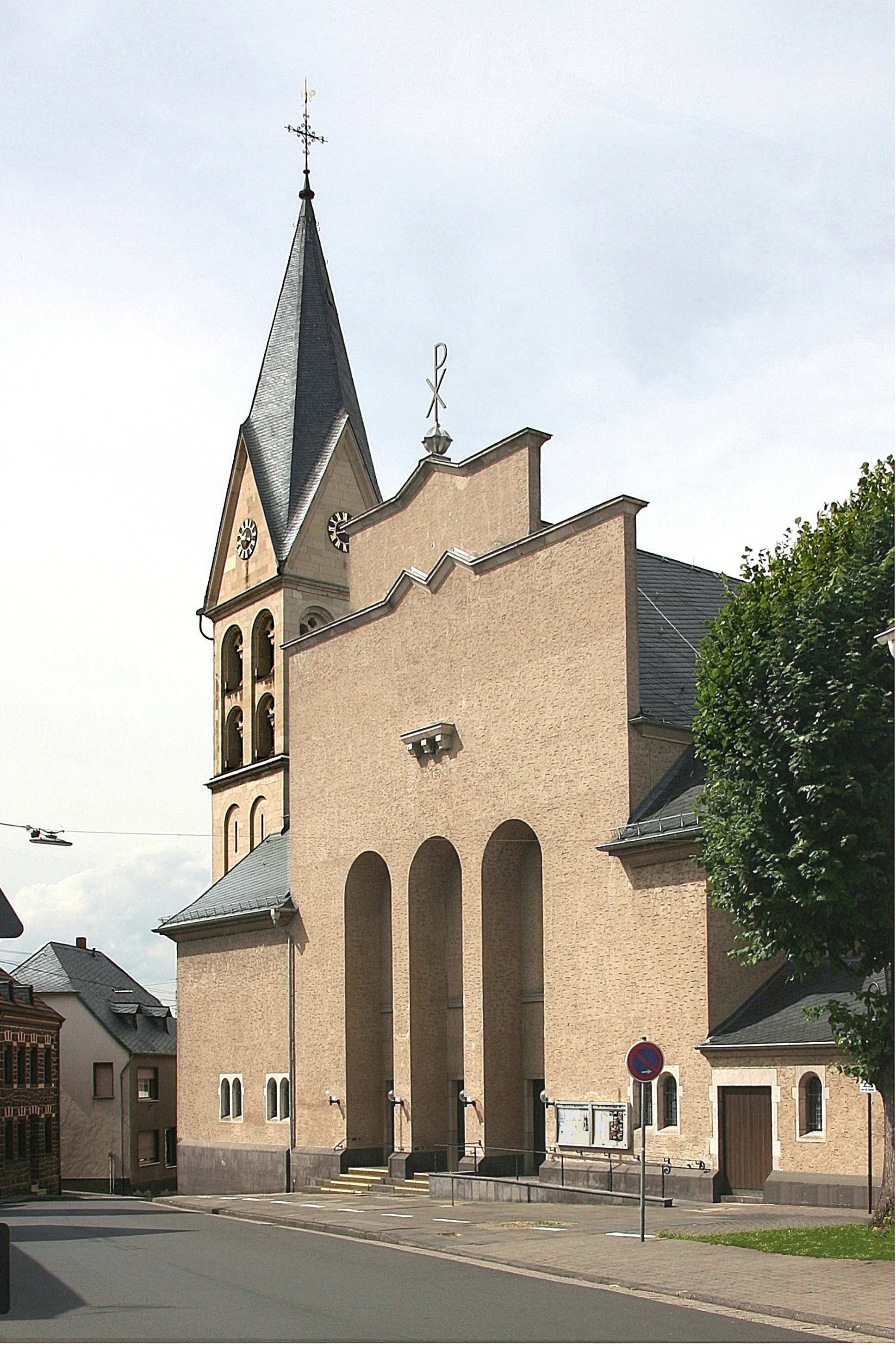
Südfassade

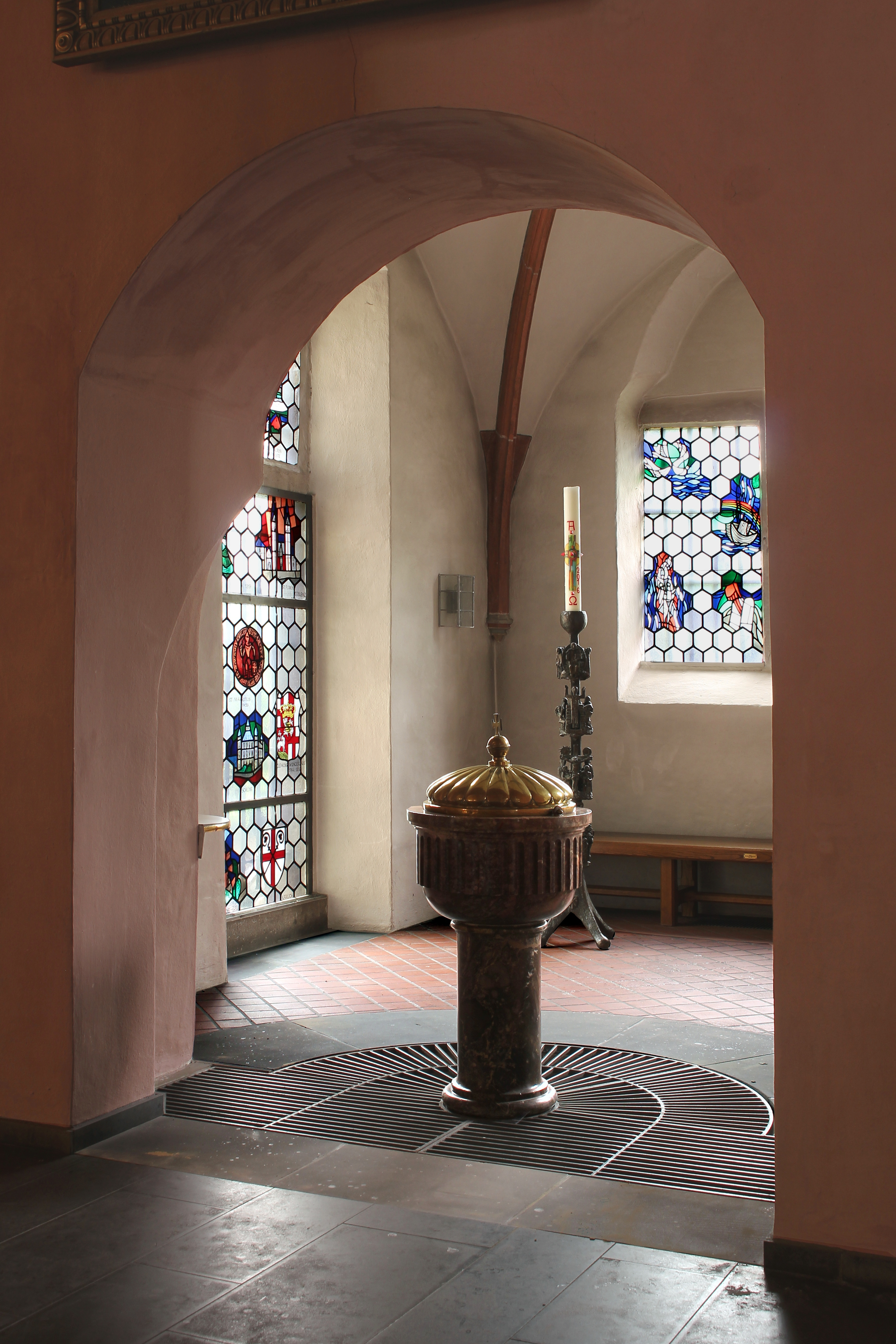
Gotische Taufkapelle

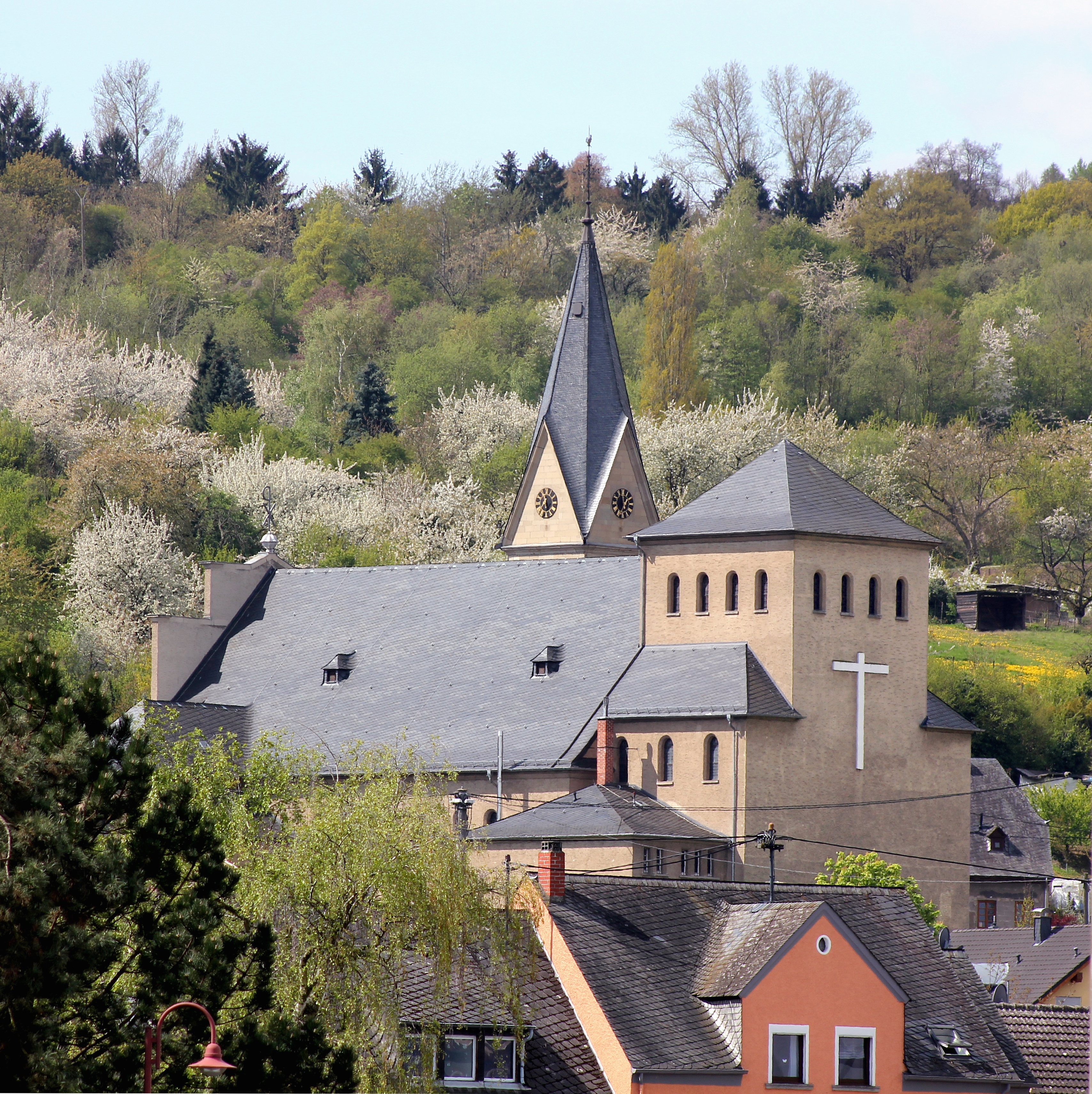
Blick von Nordosten

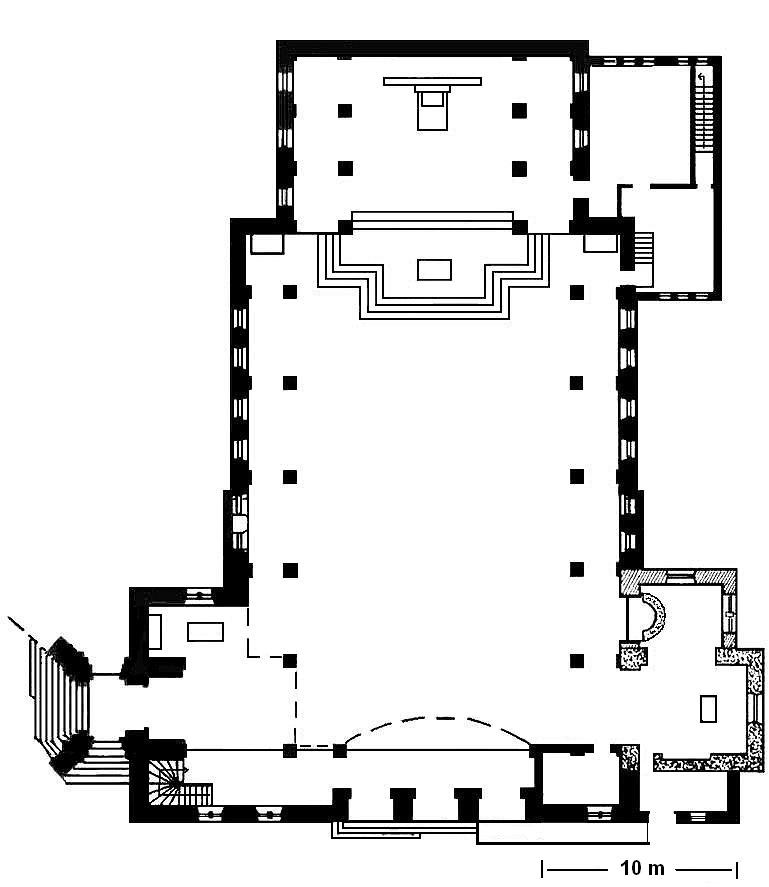
Grundriss der Kärlicher Kirche

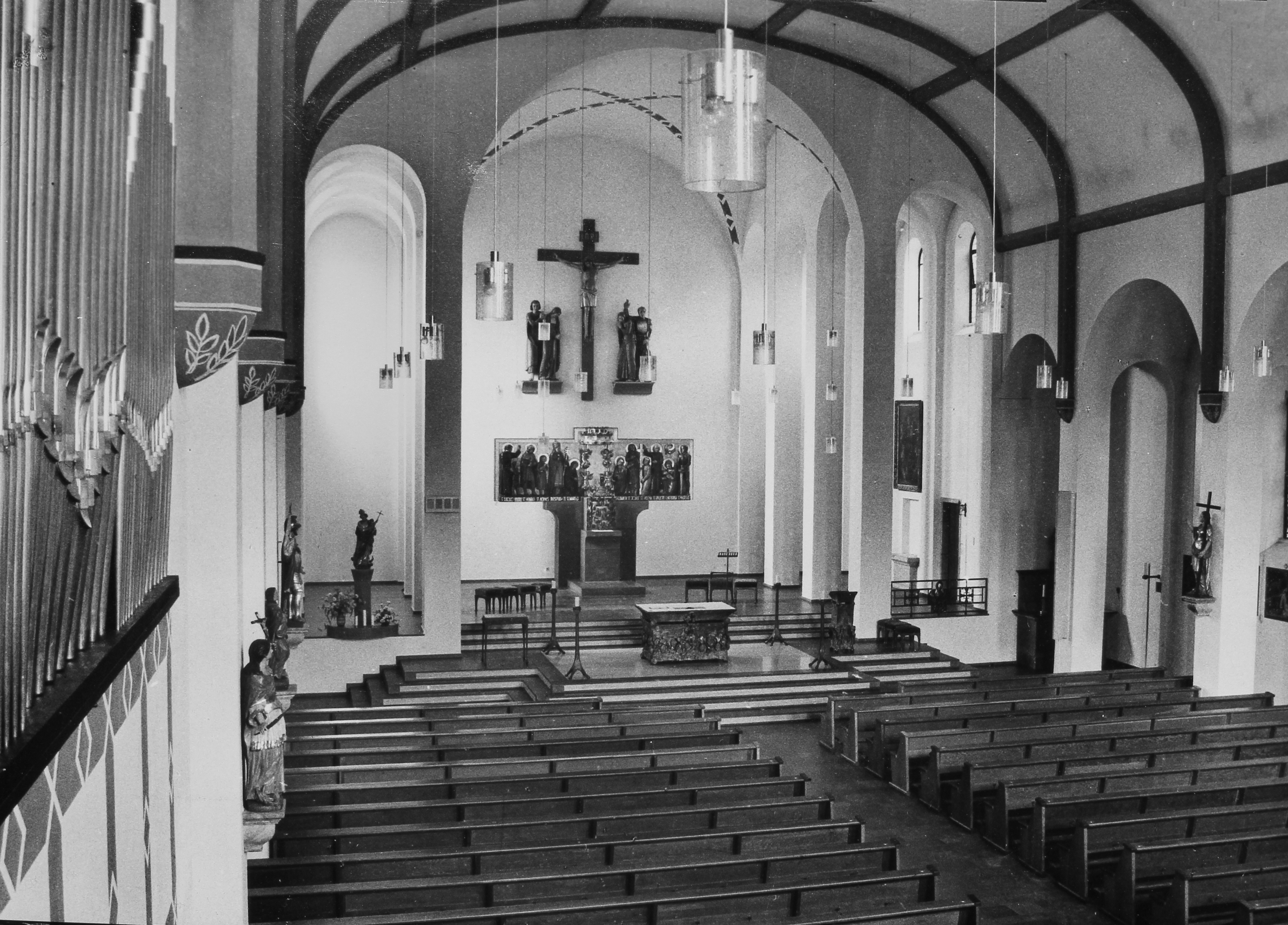
Innenraum nach der Umgestaltung 1976

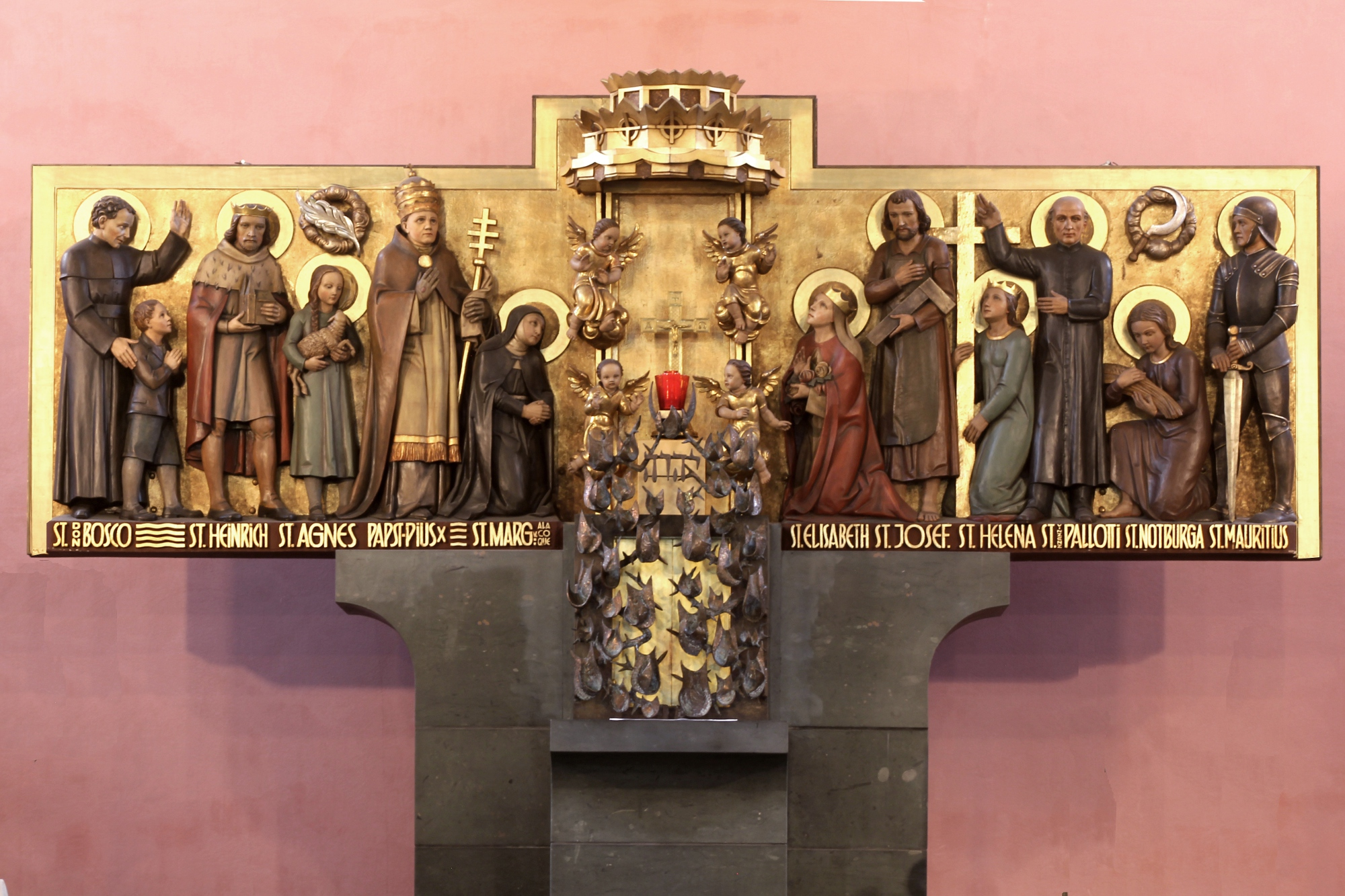
Retabel des Hochaltars

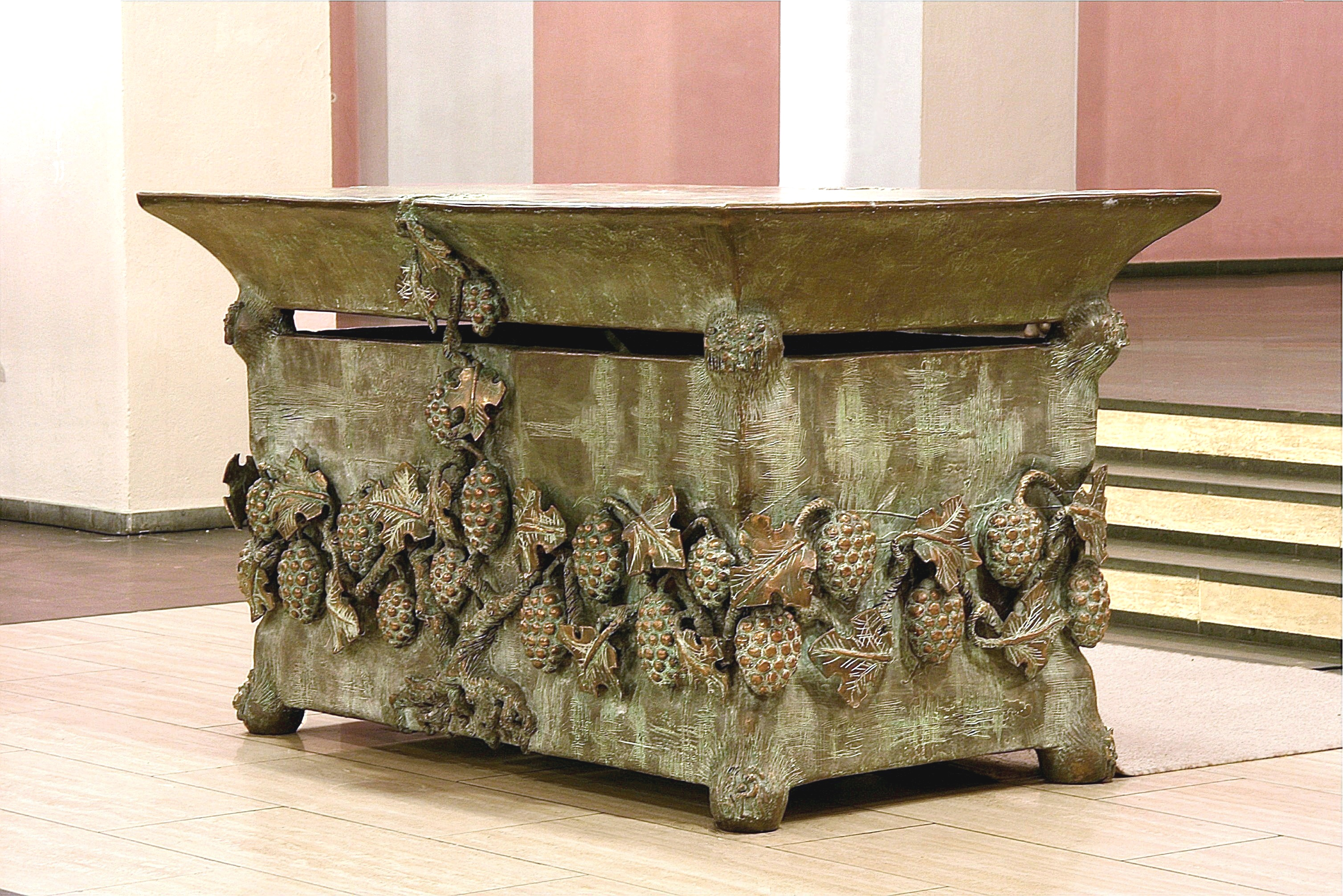
Messaltar von Morkramer, 1976

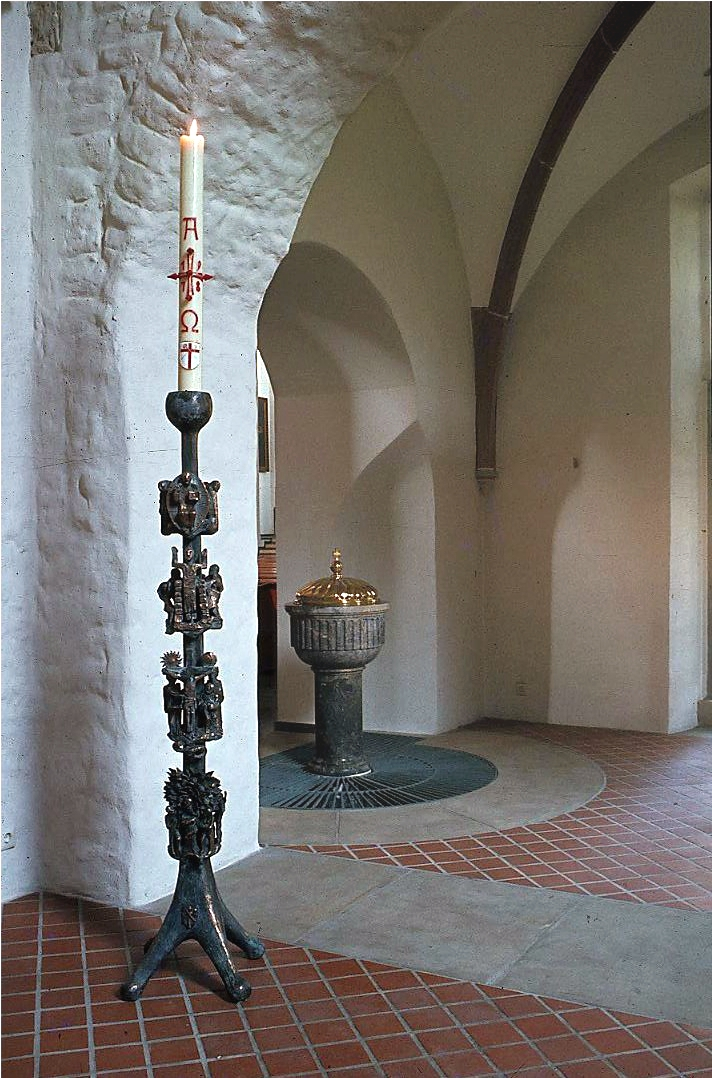
Osterleuchter und Taufstein

St. Mauritius ist eine römisch-katholische Kirche, ehemals Pfarrkirche, im Stadtteil Kärlich von Mülheim-Kärlich. Seit dem 1. Januar 2023 gehört sie zur Großpfarrei Heilig Geist, die die bis dahin selbstständigen Pfarreien in der Verbandsgemeinde Weißenthurm zusammenfasst. Ursprünglich war sie Eigenkirche eines Dekans Wolfram, der sie mit Urkunde vom 10. März 1217 dem Stift St. Florin in Koblenz schenkte. Verbunden mit dieser Schenkung erhielt der Propst des Stifts die Befugnis, den Pfarrer von Kärlich zu ernennen und einzusetzen. Die Bindung an St. Florin bestand bis zur Säkularisation von 1802. Von 1827 bis 1924 gehörte Kärlich zum Dekanat Koblenz und seit dem 1. Februar 1924 war die Gemeinde eine Pfarrei des Dekanats Bassenheim (Bistum Trier), das von 2004 bis 2022 mit Andernach zum Dekanat Andernach-Bassenheim zusammengeschlossen war. Seit dem 1. Januar 2023 heißt es, ergänzt durch die Pfarreiengemeinschaften Plaidt und Nickenich, Pastoraler Raum Andernach.

## Baugeschichte

### Von der Romanik zum Barock
Die Anfänge der Kärlicher Kirche dürften in die Zeit um 940 bis 950 zurückreichen, als die Ottonen das Patrozinium des heiligen Mauritius förderten. Historiker vermuten, dass das erste Gebäude eine Holzkirche war, bevor in der Stauferzeit (12. und 13. Jahrhundert) ein Steinbau errichtet wurde. Von diesem Gebäude sind nur noch der romanische Ostchor und der 1976 freigelegte Rest einer seitlichen Apsis erhalten. Das Kirchenschiff war etwa 17 Meter lang.
Mitte oder gegen Ende des 15. Jahrhunderts entstand nördlich des Chors ein kleiner gotischer Anbau, die heutige Taufkapelle mit dem Taufstein von 1796. Während des Dreißigjährigen Krieges wurde die Kirche weitgehend zerstört.
Im Jahr 1730 ließ Pfarrer Adam Braun eine neue Kirche zu Ehren der heiligen Maria, des heiligen Mauritius und der heiligen Magdalena bauen, eine einschiffige Barockkirche, die 1789/90 nach Westen hin verlängert wurde. Diese Kirche hatte einen achteckigen niedrigen Turm, der zu einem Drittel über dem Chor und zu zwei Dritteln über dem Kirchenschiff aufgesetzt war. Den Abschluss des Langhauses bildete ein Portal mit einem Steinrelief aus dem 16. Jahrhundert, das vorher an anderer Stelle eingebaut gewesen sein dürfte. Es ist unter dem Glockenturm erhalten.

### Neuzeit
Ende des 19. Jahrhunderts reiften Überlegungen für ein größeres Gebäude, in das die alte Bausubstanz einbezogen werden sollte, und schon 1903 wurde an der Westseite zunächst der neuromanische Glockenturm gebaut. 1930/31 folgte unter Pfarrer Jakob Porz der Neubau der Kirche, wie sie sich im Wesentlichen bis heute zeigt. Die Architekten waren Ludwig Becker (Mainzer Dombaumeister) und Anton Falkowski.
Typisch für die Entstehungszeit ist die 20 Meter hohe Südfassade mit den Portalen des nach Norden ausgerichteten Bauwerks. Dennoch gelang es durch die Übernahme der Rundbogenformen von Turm und romanischem alten Chor, eine harmonische Verbindung zwischen Neuem und Altem zu schaffen. Der Innenraum ist klar gegliedert, frei von architektonischen Spielereien, die den Blick der Gottesdienstbesucher vom Altar ablenken könnten.
Am 3. Juli 1933 konsekrierte Bischof Franz Rudolf Bornewasser das neue Gotteshaus, nachdem es ein Jahr vorher, am 19. Juni 1932, von Dechant Schneiders benediziert und für den Gottesdienst freigegeben worden war.
1976/77 ließ Pfarrer Josef Schmitt in Zusammenarbeit mit dem Architekten Peter van Stipelen (Trier) die Kirche entsprechend der Liturgiereform des Zweiten Vatikanischen Konzils neu gestalten.

## Baubeschreibung
St. Mauritius lässt sich in drei Bauabschnitte gliedern: den romanischen Ostchor mit der nördlich angebauten gotischen Taufkapelle, den neuromanischen Glockenturm und den Bau aus den 1930er-Jahren.

### Ostchor
Der Ostchor mit verputztem Mauerwerk aus Naturstein ist der älteste erhaltene Teil des Gesamtbauwerks, der im Laufe der Jahrhunderte mehrmals verändert worden war. 1976/77 rekonstruierten Pfarrer Josef Schmitt, Kunsthistoriker Udo Liessem, Restaurator Franz Niespor, Bistumskonservator Franz Ronig und Architekt Peter van Stipelen den Zustand, wie er wahrscheinlich in der Zeit um 1200 war. 
Die Innenwände wurden freigelegt und weiß geschlämmt, um die Struktur des Mauerwerks sichtbar zu machen, das große Ostfenster auf seine ursprüngliche Höhe zurückgebaut und zwei nach Süden gerichtete Fenster verschlossen. Letztere, die aus der Zeit um 1730 stammen könnten, sind außen weiterhin zu sehen. Nach oben abgeschlossen wird der Chor seit der Restaurierung von einer wuchtig wirkenden Holzdecke, deren Balken aus einzelnen Brettern zusammengefügt sind. Der Fußboden ist mit kleinen roten Platten gefliest.
Die Ostfassade des alten Chors ist glatt verputzt und zweizonig gegliedert, im unteren Teil mit Kleeblattbogenblenden, im oberen mit je drei kleinen Rundbögen links und rechts auf Zweidrittelhöhe des Fensters. Die Kleeblattbogenblenden sind vergleichbar mit denen der Chorapsis von St. Kastor in Koblenz und lassen Rückschlüsse auf die Entstehungszeit zu.

### Taufkapelle
In der Taufkapelle, die möglicherweise ursprünglich als Sakristei geplant war, sind das gotische Kreuzrippengewölbe und die Eckkonsolen erhalten, auf die es gestützt ist. Die Ausmalung mit einer Strahlenkranzrosette rund um den Schlussstein wurde freigelegt und originalgetreu erneuert. Wiederaufgefundene Bruchstücke eines Maßwerkfensters hingegen ließen sich nicht mehr ergänzen. Über dem nach Osten gerichteten, fast quadratischen Fenster ist lediglich noch der Spitzbogen angedeutet. Das bis zum Boden reichende Nordfenster war eine etliche Jahre nur notdürftig mit Mauerwerk verschlossene Tür, die 1976 zutage kam. Lage und Stil dieser Tür lassen vermuten, dass hier im Zusammenhang mit dem letzten Neubau des Kärlicher Schlosses, das rund 250 Meter (Luftlinie) entfernt lag, in der zweiten Hälfte des 17. Jahrhunderts ein Zugang für den Kurfürsten und Gefolge vom Schlossgarten zur Kirche geschaffen worden war. Pfarrer Josef Schmidt (1912–1993) nahm deshalb an, die Kapelle könne ein kurfürstliches Oratorium gewesen sein, und nannte sie „Kurfürstenkapelle“.
Der Taufstein von 1796 ist aus Marmor, sein Deckel aus Messing. Er stand lange im Schiff der alten Kirche links unter dem aus dem Dach hervortretenden Turm. Beim Neubau wurde er mitten in die Taufkapelle versetzt, die vorher neben dem Chor Platz für Gottesdienstbesucher bot und im Volksmund „Chörchen“ hieß. Seit die romanische Apsis freigelegt wurde, bildet der Taufstein deren Zentrum, umgeben von einem strahlenförmigen Gitter.

### Glockenturm
Der Glockenturm nach dem Entwurf von Leopold Schweitzer ist der erste Teil einer Ende des 19. Jahrhunderts geplanten neuromanischen Kirche, die jedoch nicht ausgeführt wurde. Er steht auf einem quadratischen Sockel aus Basalt, ist aus Ziegelstein gebaut und mit Tuffstein verblendet. Bis zum Kreuz ist er etwa 42 Meter hoch. Über dem nach drei Seiten offenen Eingangsbereich, zu dem vom tiefsten Punkt aus elf Stufen führen, erheben sich bis zu den Spitzgiebeln und dem Spitzhelm drei Geschosse. In dem unteren, relativ niedrigen Geschoss wurden bis 1970 die Glocken mit Seilen von Hand geläutet. Im höheren Stockwerk darüber stand das Uhrwerk und war Raum für die Bewegung der Gewichte des mechanischen Werks, die täglich aufgezogen werden mussten. Drittes Geschoss ist die Glockenstube mit viermal vier Schallöffnungen, jeweils zwei übereinander.

### Neue Kirche
Die Kirche von 1930/31 ist eine dreischiffige Halle mit nach Norden ausgerichtetem Chor, über dem sich ein breiter Chorturm erhebt. Das Hauptschiff ist – gemessen von den inneren Abschlusstüren bis zum Chor – 26 Meter lang, einschließlich der Seitenschiffe bzw. Seitengänge 18,80 Meter breit und in der Mitte bis zum höchsten Punkt des Gewölbes 13 Meter hoch. Der Chor ist 9 Meter tief und 14 Meter breit. Außen ist die Kirche von Süden nach Norden 40 Meter lang und von Westen nach Osten (ohne Turm und altem Ostchor) 31 Meter breit.
Nach Nordosten macht die nur von einem Kreuz unterbrochene Fassade mit einem breiten Chorturm die Kirche weithin sichtbar, während nach Westen der Glockenturm und das Kirchendach vorherrschen. Der über dem Altar offene Chorturm bzw. Choraufbau mit zwölf Fenstern gab dem Raum eine dezente indirekte Beleuchtung. Diese Wirkung entfiel, als 1976 ein Kreuzgratgewölbe eingebaut und der ursprüngliche Flachbogen am Übergang zum Kirchenschiff durch einen tiefer angesetzten Rundbogen ersetzt wurde.
Die Mauern der Kirche bestehen bis zum Fußboden aus Beton und darüber aus Bimsstein. Das durch Rippen in sieben Joche gegliederte Flachgewölbe des Kirchenschiffs wie auch das Kreuzgratgewölbe des Chors sind Rabitzkonstruktionen.

## Ausstattung

### Altar
Der Sakramentsaltar im hinteren Teil des 14,15 m breiten und 9,00 m tiefen Chors ist aus Dolomit; er trägt den Tabernakel und ein aus Holz gefertigtes Retabel des früheren Hochaltars mit zwölf Figuren. Auf einer Breite von rund fünf Metern zeigt es von links nach rechts aus Holz geschnitzt Vertreter der unterschiedlichen Stände: den Jugenderzieher Giovanni Bosco mit einem Jungen, Kaiser Heinrich II. (Namenspatron des Altarstifters Carl Heinrich Mannheim), Agnes, Papst Pius X., Margareta Maria Alacoque, Elisabeth von Thüringen, Josef von Nazaret, Kaiserin Helena, Vinzenz Pallotti, Notburga und den Pfarrpatron Mauritius. Im Gegensatz zu den anderen Heiligen trägt Pius X. keinen Heiligenschein; denn er wurde erst 1951 selig- und 1954 heiliggesprochen, hätte also eigentlich noch nicht auf dem Altar dargestellt werden dürfen, als das Werk 1937 in der Bildhauerei Johann Mettler in Morbach (Hunsrück) entstand. Um die Entstehungszeit des Altars erkennbar zu lassen, wurde der Heiligenschein später nicht ergänzt.
Die zweiflügelige Tabernakeltür aus Bronze symbolisiert die biblische Erzählung vom brennenden Dornbusch (Ex 3,1–6). An der Rückwand des Chors über dem Altar hängt eine Kreuzigungsgruppe (ebenfalls von Mettler) mit dem Kruzifix, Maria und Johannes sowie Maria Magdalena und dem römischen Hauptmann. Sie ist gegenüber der ursprünglichen Form mit Engelsköpfen an den Konsolen geringfügig verändert und der Neugestaltung des Raums angepasst. Ebenso wurde die Bekrönung des Tabernakels bzw. des Expositoriums mit einem Phönix entfernt.
Den Messaltar – auch aus Bronze – mit den dazugehörigen Leuchtern, dem Ambo, dem Gabentisch und den Sedilien sowie den Osterleuchter und die Apostelleuchter sind Werke des Bildhauers Arnold Morkramer aus dem Jahr 1976, gegossen in der Kunstgießerei Schwab in Münster (Westfalen). Leitmotiv des Altars ist der Weinstock, entsprechend dem Wort Jesu: „Ich bin der Weinstock, ihr seid die Reben“ (Joh 15,5). An den Füßen und unterhalb der Altartischplatte sind in kleinen Bildern Szenen aus dem Alten Testament dargestellt: unten die Opfer von Kain und Abel, Abraham und des Melchisedek sowie die Eherne Schlange, oben das Manna in der Wüste, das Paschamahl, Wasser aus dem Felsen und das Brot für Elija. Am 24. September 1978 weihte Weihbischof Karl Heinz Jacoby (* 1918; † 2005) den Altar.

### Osterleuchter
Der etwa 1,50 Meter hohe Osterleuchter mit einer fast kugelförmigen Kerzenschale, schildert in drei Bildpaaren und einem Abschlussbild die Erlösung der Menschen von Sünde und Schuld, beginnend mit Adam und Eva, die sich dem Versucher in Gestalt der Schlange zuwenden, der statt Glück den Tod bringt. Auf der gegenüberliegenden Seite sind Neid und Hass dargestellt: Kain erschlägt seinen Bruder Abel. Das mittlere Bildpaar zeigt die Heiligen Drei Könige vor dem Jesuskind als Zeichen der Erscheinung des Herrn für die gesamte Menschheit und dahinter Jesus am Kreuz. Am Fuß des Kreuzes windet sich Satan in Gestalt der Schlange, während Sonne und Mond über dem Kreuzesbalken auf Christus als Weltenherrscher hinweisen. Wie in manchen alten Kreuzigungsgruppen fasst Maria, die Mutter Jesu, in einem Kelch das Blut aus der Herzenswunde des Gekreuzigten, als Symbol für die Verbindung der Kirche mit Gott. Johannes deutet auf Jesus, der sich als Lamm Gottes geopfert hat. Im oberen Bildpaar erscheint Jesus als Auferstandener und in der Begegnung mit den Jüngern auf dem Weg nach Emmaus (Lk 24,13–35 ). Im Abschlussbild thront Christus als Lehrer und Richter, der denen zu seiner Rechten sagt: „Kommt her, die ihr von meinem Vater gesegnet seid“, und die zu seiner Linken weist er ab, weil sie selbstsüchtig und herzlos waren (Mt 25,31–46 ). Ganz unten ist in den auf vier Füßen stehenden Leuchter klein das Kärlicher Wappen eingearbeitet.

### Statuen und Bilder
An den Säulen des Kirchenschiffs stehen fünf Figuren aus der alten Kärlicher Kirche, die unbekannte Künstler wahrscheinlich in der Zeit von Mitte des 17. bis zum frühen 19. Jahrhundert schnitzten. Es sind vorn links der Kirchenpatron St. Mauritius, dargestellt als mittelalterlicher Ritter, ihm gegenüber St. Helena, die Mutter Konstantins des Großen, im Folgenden St. Johannes Nepomuk, die zweite Patronin der Kirche St. Maria Magdalena und St. Thekla. Ergänzt werden sie durch Statuen des seligen Franz-Josef Pey, des heiligen Jodokus und des seligen Adolph Kolping von Irma Rückert (Offenbach) aus den Jahren 1981, 1986 und 1997. Eine Rundsäule mit barocker Madonna aus der Zeit um 1750 ist links am Übergang vom Kirchenschiff zum Chor auf einem stilisierten Mühlstein als Marienaltar gestaltet. 

Statuen in St. Mauritius
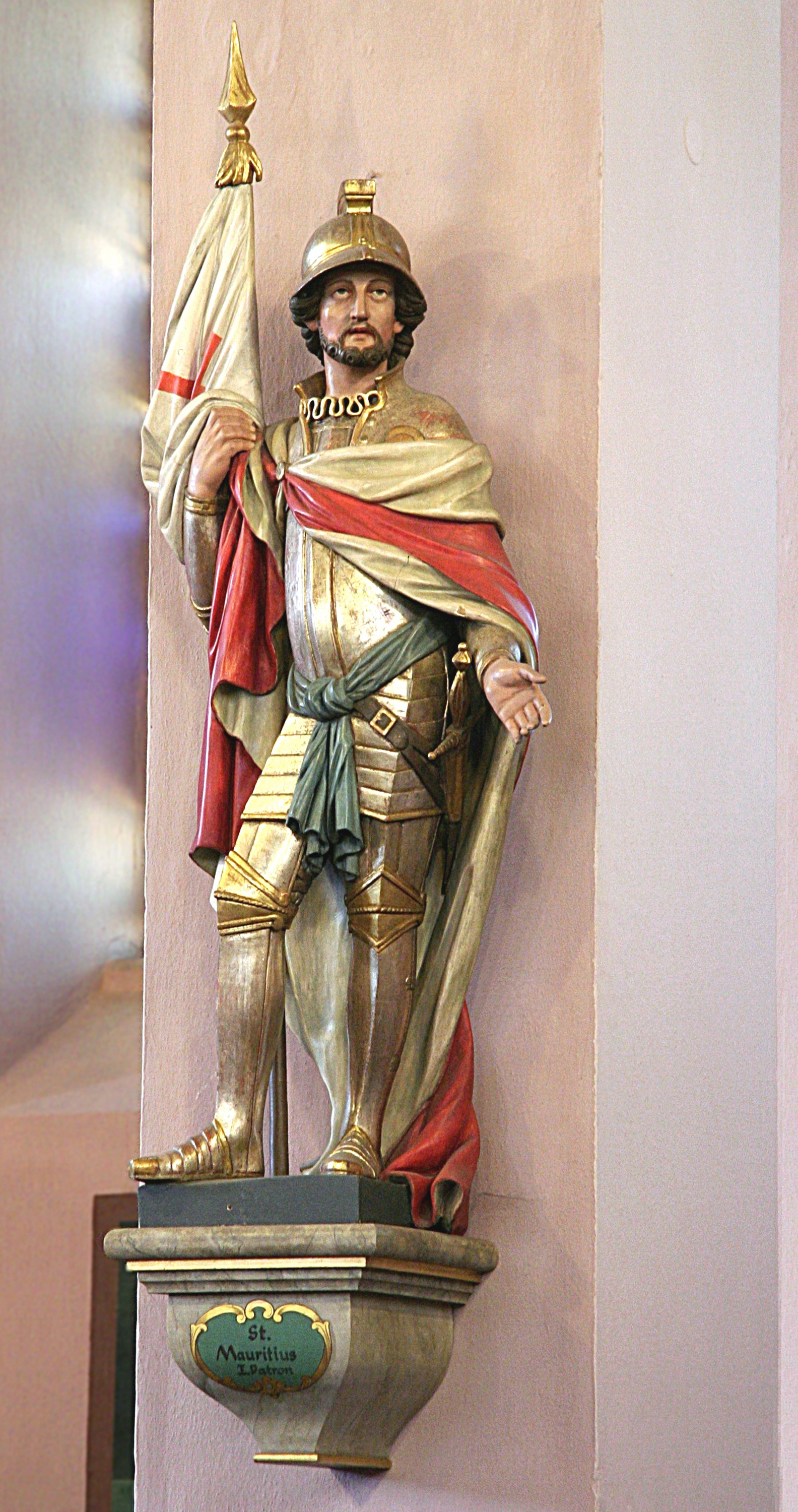
St. Mauritius Pfarrpatron
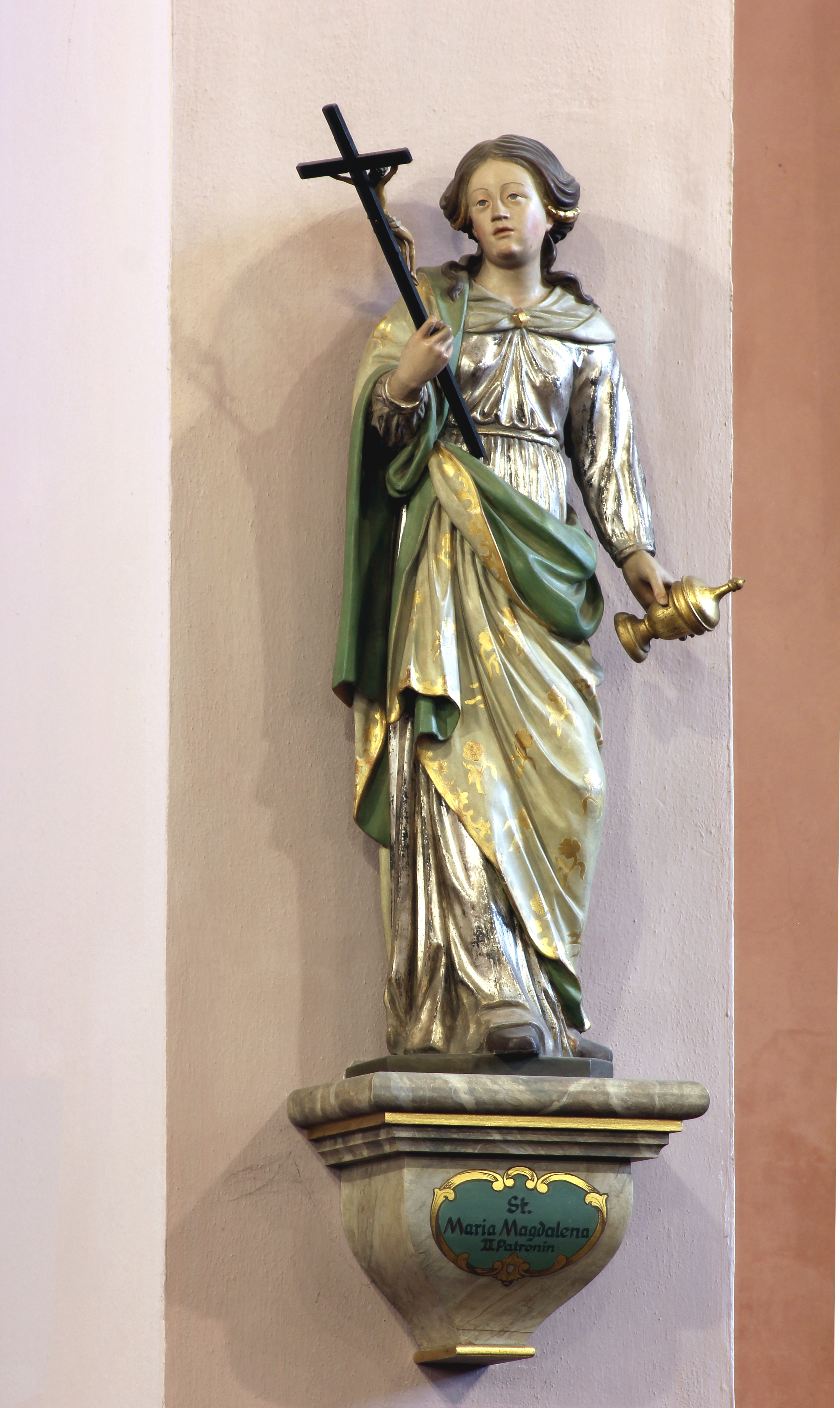
St. Maria Magdalena 2. Patronin
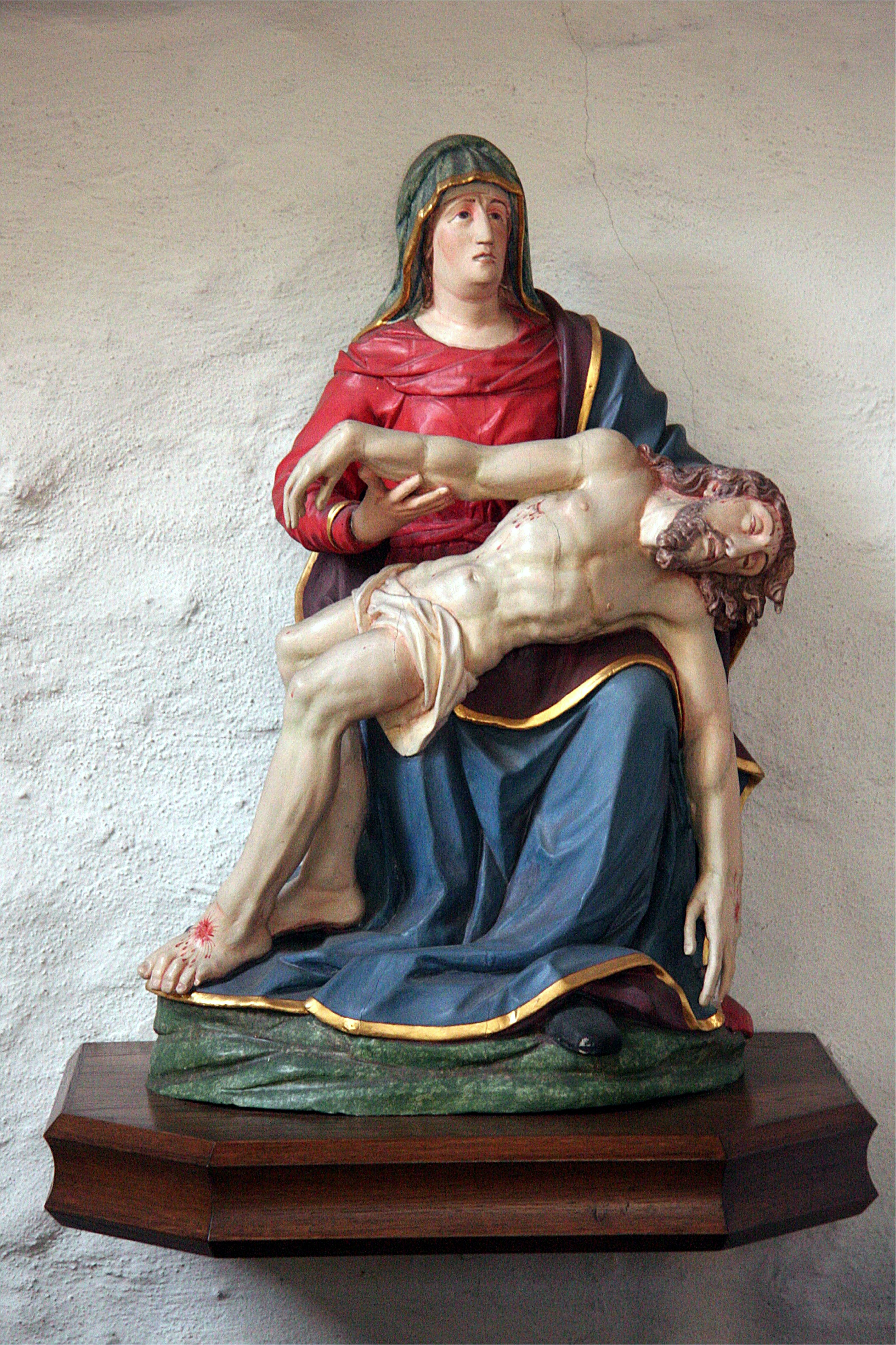
Pietà aus der Kapelle am Guten Mann
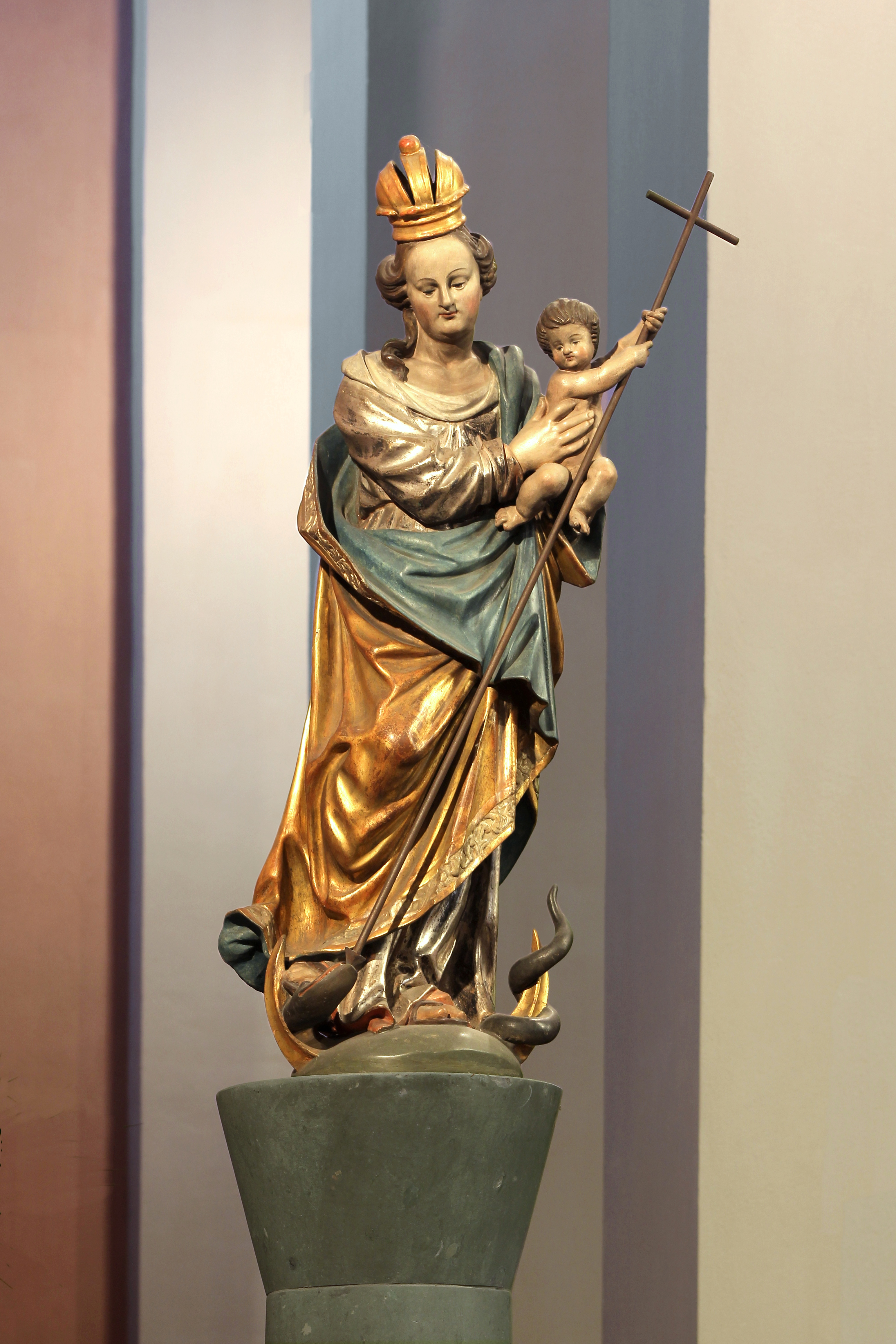
Mondsichelmadonna, um 1750

Zwei große alte Gemälde – Geburt Christi und Maria mit dem Kinde – hängen an den Wänden in den Seitengängen, wo auch der auf Leinwand gemalte Kreuzweg von 1935 angebracht ist, ein Werk des Müncheners Georg Kau. Ältere Kreuzwegstationen befinden sich im alten romanischen Chor links und rechts neben einem spätbarocken Kruzifix.
Im Gewölbe über dem Chor schuf die Malerin Damaris Wurmdobler 1994 in Rot, Gelb, dunklem Grün und Weiß auf einem Grund in Altrosa ein Gemälde der sieben Erzengel und der Gottesmutter Maria. Die Engelsgestalten, deren drei die Bibel nennt und die im Weiteren den Apokryphen, jüdischer Literatur sowie einer Namensliste des Franziskaners Amadeus Ménes de Silva entnommen sind, erscheinen in vier Gruppen. Im linken bzw. nach Westen weisenden Gewölbesegel ist es Gabriel, der Maria die Geburt ihres Kindes Jesus verkündet; in der nach Norden gerichteten Darstellung begegnen sich Michael als Sieger über das Böse und Jehudiel, der Engel des Lohnes und der Strafe, das östliche Bild zeigt Rafael sowie Sealtiel und südlich, am Übergang zwischen Kirchenschiff und Chor sind Uriel und Barachiel zu sehen.
Seit Längerem bewahrt die Kärlicher Kirche auch Statuen und ein Relief, die früher Am Guten Mann und in anderen Kapellen des Ortes standen und dort wegen der Witterungseinflüsse wie auch aus Gründen der Sicherheit nicht belassen werden konnten.

### Kirchenfenster
Die zwölf Fenster im Kirchenschiff zeigen rechts Stationen des Alten und des Neuen Testaments und links Bilder aus dem Leben der Gottesmutter Maria. Die ersten drei auf beiden Seiten wurden bereits vor dem Zweiten Weltkrieg, die übrigen 1948 in der Werkstatt von Binsfeld in Trier geschaffen. Nach Auskunft von Binsfeld sind alle zwölf Fenster Werke des Malers Hermann Keck, der von 1910 bis 1953 dort als Hauptzeichner arbeitete.
In den Fenstern über den Portalen beziehungsweise auf der Empore sind links und rechts St. Eustachius und St. Mauritius dargestellt. Das dritte Fenster in der Mitte mit einem Bild der heiligen Cäcilia wird seit 1994 von der Orgel verdeckt.
Ein Historienfenster des Malers Werner Persy (Trier) im Rahmen einer früheren Außentür der Taufkapelle erzählt die Geschichte der Pfarrei Kärlich. Es zeigt die Kirche, wie sie vor 1000 Jahren ausgesehen haben könnte, darunter die alte Kapelle von Mülheim, den Weißen Thurm als Grenze zwischen Kurtrier und Kurköln, die Koblenzer Florinskirche, das alte Kärlicher Schöffensiegel, das kurfürstliche Schloss zu Kärlich, die Wappen der Kurfürsten Balduin von Luxemburg und Clemens Wenzeslaus, die heutige Kirche und das Kärlicher Wappen. Das zweite Fenster enthält biblische Szenen mit dem Taufbefehl Jesu (Mt 28,19) als Kernaussage.

### Lebensbaum
In einer Nische des linken Seitenschiffs steht seit 2013 ein Lebensbaum, ein stilisierter Baum, der die Namen der Kinder trägt, die im Laufe eines Jahres getauft wurden, und die Namen der Verstorbenen. Zwei übereinandergelegte kreisförmige, teilweise vergoldete Scheiben aus Aluminium bilden die Grundform dieses Gedenkzeichens, das der Bildhauer Hans Rams aus Niederbreitbach schuf. Die einzelnen Blätter, die die Namensschilder aufnehmen, sind mittels Lasertechnik ausgesägt und treten aus dem Hintergrund heraus. Handwerklich führte die Kunstschmiede Sebastian Hoppen aus Dattenberg das Werk aus.

### Orgel

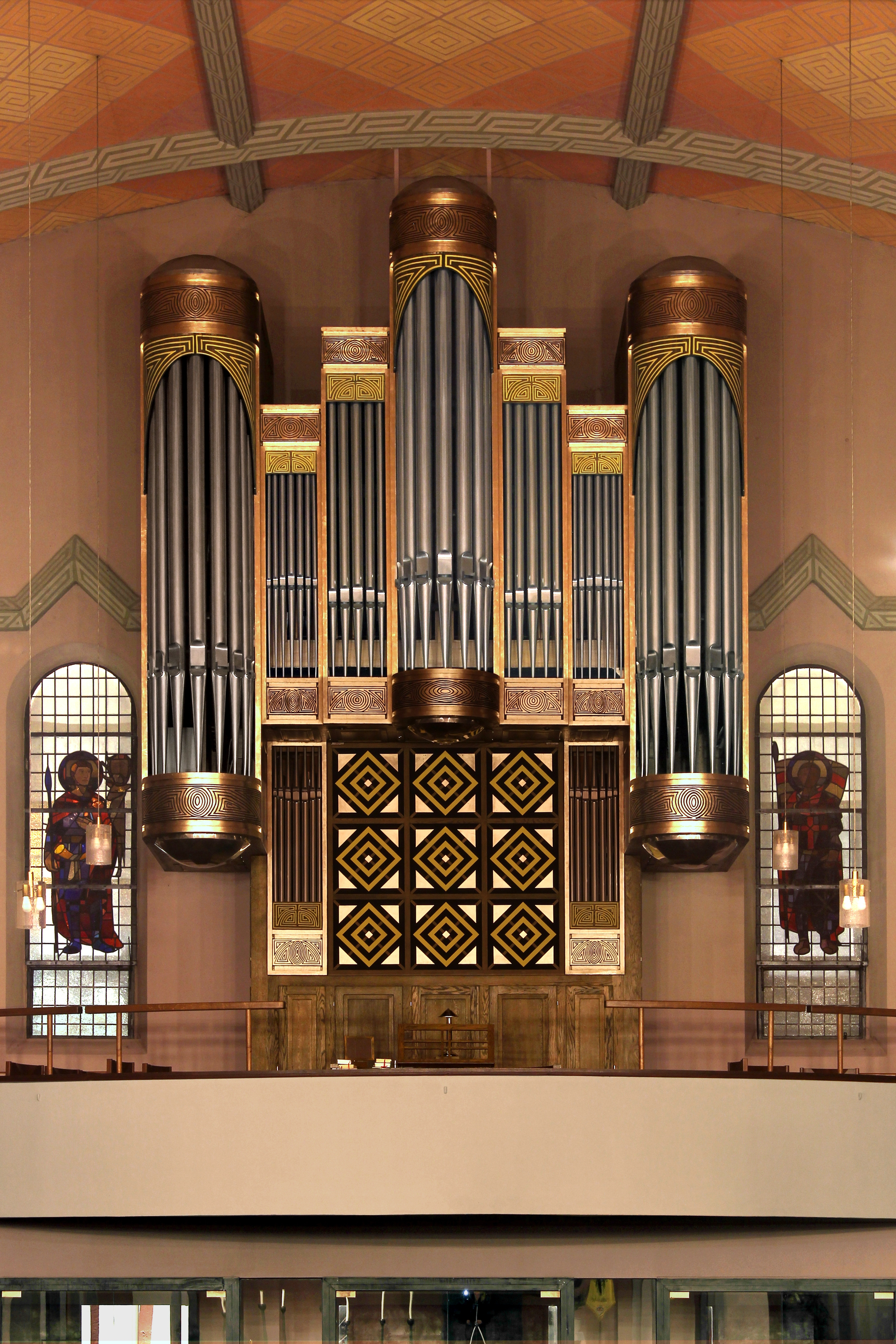
Prospekt der Mayer-Orgel von 1994

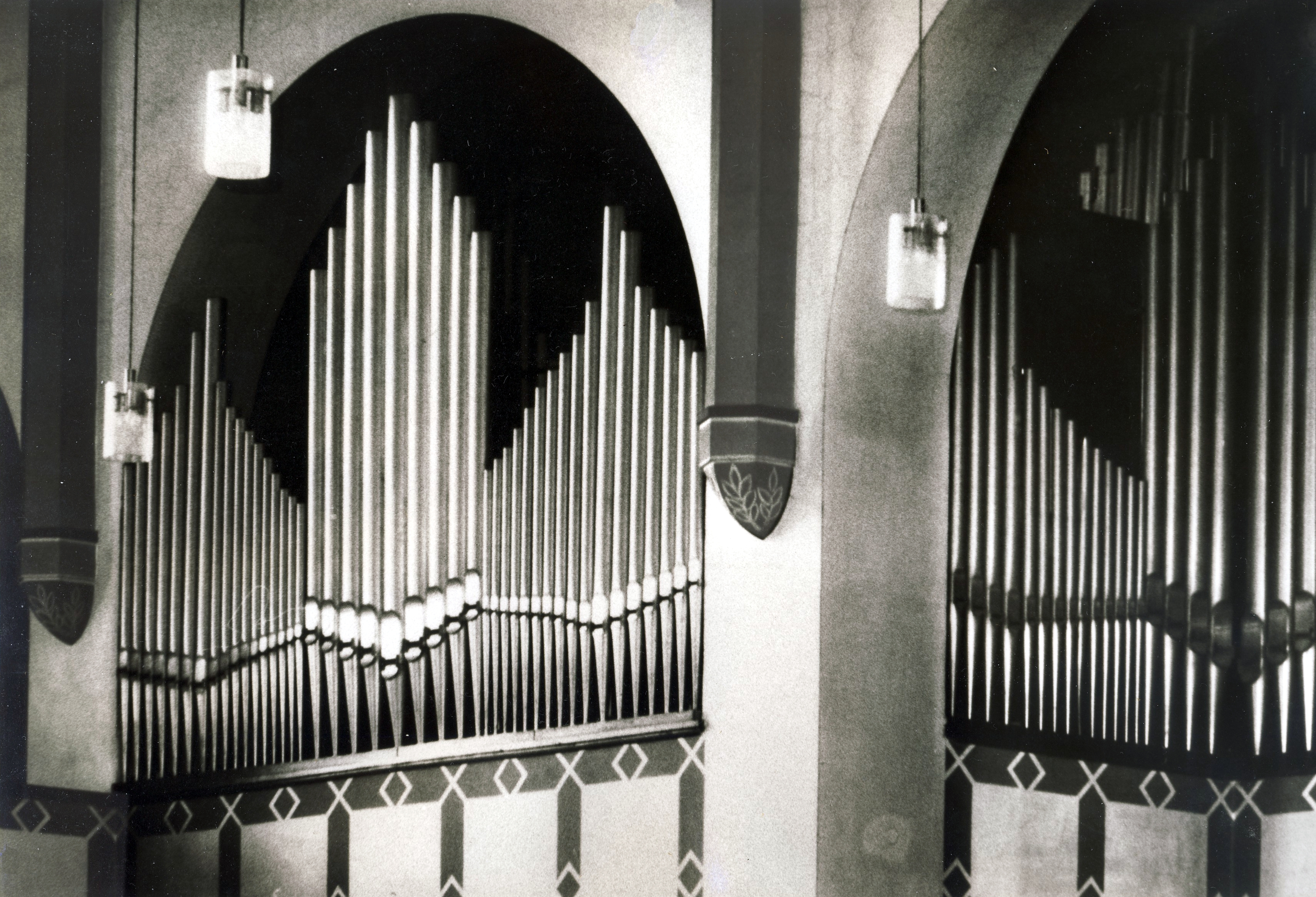
Alte Orgel nach der Erweiterung von 1973

Seit 1994 steht die Orgel auf der Hauptempore an der Südwand der Kirche. Gebaut wurde sie von der Orgelmanufaktur Hugo Mayer (Heusweiler). Das Instrument hat 29 Register (1768 Pfeifen) und eine Transmission auf zwei Manualen und Pedal. Die Spieltrakturen sind mechanisch, die Registertrakturen am frei stehenden Spieltisch sind elektrisch. Das aufwendig bemalte und vergoldete Orgelgehäuse ist aus massivem Eichenholz gearbeitet.
| I Hauptwerk C–g3 |             |       |
| 1.               | Bourdon     | 16′   |
| 2.               | Principal   | 8′    |
| 3.               | Rohrflöte   | 8′    |
| 4.               | Octave      | 4′    |
| 5.               | Spitzflöte  | 4′    |
| 6.               | Quinte      | 2 ⁄3′ |
| 7.               | Waldflöte   | 2′    |
| 8.               | Mixtur IV-V | 2′    |
| 9.               | Trompete    | 8′    |

| II Schwellwerk C–g3 |               |        |
| 10.                 | Holzprincipal | 8′     |
| 11.                 | Gedackt       | 8′     |
| 12.                 | Salicional    | 8′     |
| 13.                 | Schwebung     | 8′     |
| 14.                 | Principal     | 4′     |
| 15.                 | Flöte         | 4′     |
| 16.                 | Nazard        | 2 ⁄3′  |
| 17.                 | Octave        | 2′     |
| 18.                 | Terz          | 1 3⁄5′ |
| 19.                 | Larigot       | 1 ⁄3′  |
| 20.                 | Scharff III   | 1′     |
| 21.                 | Basson        | 16′    |
| 22.                 | Hautbois      | 8′     |
| 23.                 | Clairon       | 4′     |
|                     | Tremulant     |        |

| Pedal C–f1 |                 |     |
| 24.        | Subbaß          | 16′ |
| 25.        | Bourdon (Nr. 1) | 16′ |
| 26.        | Octavbaß        | 8′  |
| 27.        | Gedackt         | 8′  |
| 28.        | Choralbaß       | 4′  |
| 29.        | Schweizerpfeife | 2′  |
| 30.        | Fagott          | 16′ |

- Koppeln: II/I, I/P, II/P
- Spielhilfen: 64-fache Setzeranlage mit Sequenzer

Die Vorgängerorgel von 1894, die Christian Gerhardt aus Boppard baute, stand auf der westlichen Nebenempore. 1973 wurde sie restauriert und technisch verändert (elektropneumatische Traktur), erwies sich jedoch als unzulänglich. Im Gutachten des Trierer Domorganisten Wolfgang Oehms hieß es: „Die gesamte Orgelanlage ist unorganisch und deshalb sehr störanfällig. Unabhängig davon sind die Windladen sowie Traktur bezüglich Klangentwicklung nicht diskutabel. …“
Als erste Orgel in Kärlich ist ein geliehenes Instrument bekannt, das in Unterlagen des Pfarrarchivs aus den Jahren 1795 und 1796 erwähnt ist. Darin heißt es unter anderem, dass dem Eigentümer monatlich 1 Taler und 15 Albus zu zahlen waren. 1797 schaffte die Gemeinde für rund 500 Taler eine gebrauchte eigene Orgel an, die der Cochemer Orgelbauer Conrad Kemp zwei Jahre vorher von den Nonnen in Karden erworben hatte. Sie blieb 97 Jahre lang in Betrieb und musste in dieser Zeit nur dreimal repariert werden.

### Glocken
1951 erhielt die Pfarrei St. Mauritius Kärlich vier Bronzeglocken, gegossen von der Glockengießerei Otto in Hemelingen. Es war das dritte Otto-Geläut seit dem Bau des Kirchturms 1903, denn im Jahr 1904 hatte Otto vier Bronzeglocken für Kärlich gegossen. Im Ersten Weltkrieg mussten drei Glocken als Ersatz für Rohstoffe abgegeben werden. 1924 kamen zwei neue Glocken mit den Tönen as’ und f’, 1925 folgte eine knapp 41 Zentner schwere des-Glocke, sodass das vollständige Geläut wiederhergestellt war. Gießerei war erneut F. Otto in Hemelingen. Doch 15 Jahre später fielen diese Glocken dem Zweiten Weltkrieg zum Opfer.
Die Glocken von 1951 tragen folgende Inschriften: „Christus König erbarme Dich unser – Kärlich 1951 – Unseren Gefallenen zum Gedenken“, „Hl. Mauritius bitte für uns“, „Maria Königin des Friedens bitte für uns“, „Hl. Helena bitte für uns“. Ton, Gewicht (mit Klöppel) und Durchmesser: Christkönigsglocke es′, ca. 29 Zentner, ⌀ 130 cm; Mauritiusglocke: f′, ca. 20 Zentner, ⌀ 116 cm; Marienglocke: g′, ca. 14 Zentner, ⌀ 104 cm; Helenaglocke: b′, ca. 8 Zentner, ⌀ 86 cm.
Die wahrscheinlich ältesten Kärlicher Glocken waren im 15. Jahrhundert gegossen worden und hielten sich bis zu Beginn des 20. Jahrhunderts.